# 高燣
高燣（16世紀—16世紀），字德威，號陽山，浙江杭州府臨安縣人，明朝政治人物。

## 生平
高燣是永樂二年進士高暐的從孫，自幼聰明，十歲就能寫出文章，縣人、嘉靖二年進士胡伯鰲覺得不尋常，用他的姓名「高燣」命題，他回答：「其姓也，巍然；其名也，烈然。」於是對方更加驚奇；成年考獲恩貢，到嘉靖二十八年（1549年）中舉人，授通江知縣，未就任就因父母去世而回鄉。服闋後補任蒙城知縣，期間政績優異，上級旌表的說話都載入檄文中，三年後考核他突然歎息：「大丈夫負七尺之軀，時而彎曲時而受挫，豈不像是逐臭的蒼蠅、在褲的蝨子？」於是棄官回家，杜門謝絕交游，每天閱讀圖史，足跡不入城市，恬淡布衣蔬食，不接見邑內大夫，以禮義教育子弟，五十八歲才去世。

## 引用
1. 1 2  宣統《臨安縣志·卷七·人物志》：高燣 字德威，號陽山，僉事暐之從孫，幼聰慧，十歲能文，胡郡守伯鰲貌公奇之，以姓名命題，燣應聲曰：「其姓也，巍然；其名也，烈然。」胡益奇之。弱冠應恩貢，中嘉靖己酉舉人，授通江令，丁艱起服補蒙城令多異政，當道交口旌之語載司檄文中，三年上計銓曹，幡然嘆曰：「大丈夫負七尺軀弢每氣橐中，時而桮棬時而繞指，斯何殊逐臭之蠅、處褲之蝨耶？」遂棄官歸，杜門謝交游，日親圖史，足跡不入城市，布衣蔬食澹如也，邑大夫造其廬謝不見，以禮義訓子弟，壽五十八。